# Berengueria bifoveolata
Berengueria bifoveolata är en insektsart som först beskrevs av Karsch 1893.  Berengueria bifoveolata ingår i släktet Berengueria och familjen gräshoppor. Inga underarter finns listade i Catalogue of Life.